# Béryl Blanc
Pour les articles homonymes, voir Béryl (homonymie).
Le Béryl Blanc (sanskrit/tibétain : བཻ༹དུརྱ་དཀར་པོ, Wylie : vaidur+ya dkar po, THL : Vaidurya Karpo) est un traité d'astrologie tibétaine écrit en 1683-1685 par Sangyé Gyatso, un régent du Tibet.